# 藤堂高次
藤堂高次（日语：／ Tōdō Takatsugu，1602年1月4日—1676年12月20日）是伊勢津藩第2代藩主。藤堂家宗家第2代。父親是津藩初代藩主藤堂高虎。

## 生平
在慶長6年（1602年）出生，家中嫡男。高虎在此前一直沒有兒子，於是迎丹羽長秀的兒子高吉為養嗣子。在高虎46歲時，終於等到兒子高次出生。寬永7年（1630年），因為高虎病死而繼承家督。高吉在寬永9年（1632年）從伊予今治轉封至伊勢，不過在寬永13年（1636年），因為高次命令而轉封至伊賀名張，成為名張藤堂家。
寬永9年（1632年），修復江戶城二之丸。寬永14年（1637年）7月開始，捲入生駒騷動。寬永16年（1639年），修復江戶城本丸。慶安5年（1652年），在日光的大猷院靈廟（德川家光的靈廟）等地進行石垣普請，這些石垣普請令津藩的財政極度惡化，於是為了增收年貢以改善財政，積極獎勵開發新田等，進行改革。不過因為積極負擔江戶幕府的普請費用，令財政更加惡化。
在寬文9年（1669年）隱居，把家督讓予長男高久。在延寶4年11月16日（1676年12月20日）死去。享年74歲。

## 人物
- 曾製作一種名為「藤堂伊賀」的陶器，不過很快就沒落。